# Rancho Mijangos
Rancho Mijangos är en ort i Mexiko.   Den ligger i kommunen San José Lachiguiri och delstaten Oaxaca, i den sydöstra delen av landet, 400 km sydost om huvudstaden Mexico City. Rancho Mijangos ligger 1 574 meter över havet och antalet invånare är 282.
Terrängen runt Rancho Mijangos är huvudsakligen kuperad, men söderut är den bergig. Terrängen runt Rancho Mijangos sluttar norrut. Runt Rancho Mijangos är det mycket glesbefolkat, med 3 invånare per kvadratkilometer. Närmaste större samhälle är San Cristóbal Amatlán, 10,6 km sydväst om Rancho Mijangos. I omgivningarna runt Rancho Mijangos växer huvudsakligen savannskog.